# Gardena

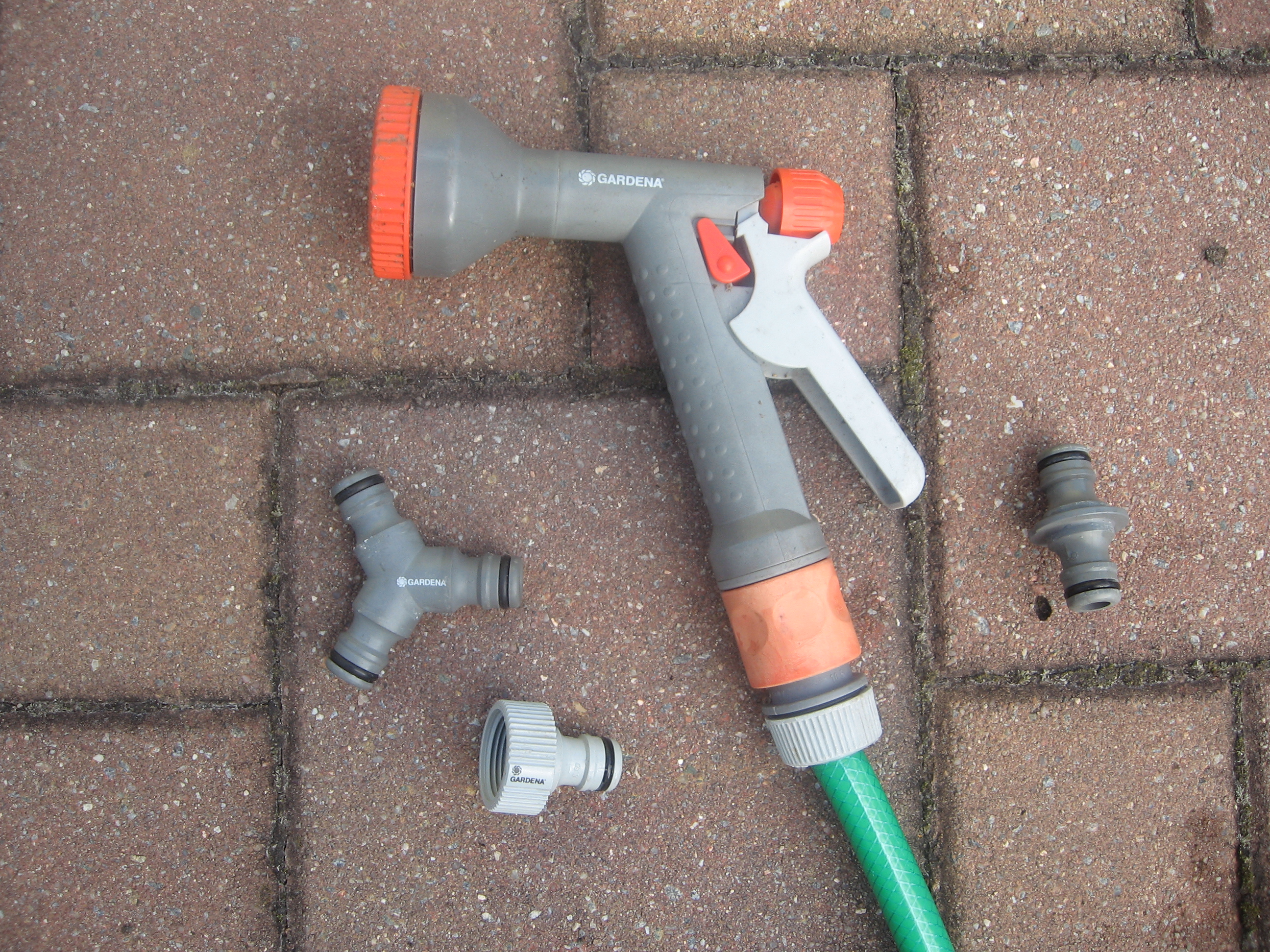
Gardenautrustning

Gardena är en tysk tillverkare av trädgårdsutrustning för bland annat bevattning. Huvudkontoret ligger i Ulm. Gardena är en av de mest kända tillverkarna inom området och produkterna säljs över hela världen. Gardena ingår sedan 2006 i det svenska börsnoterade företaget Husqvarna, känt för sina motordrivna utomhusprodukter.